# Fabulous Disaster (Album)
Fabulous Disaster ist das dritte Studioalbum der US-amerikanischen Thrash-Metal-Band Exodus. Es erschien in Europa im Jahre 1988 über Music for Nations und in Nordamerika im Jahre 1989 über Combat Records.

## Entstehung
Im April 1988 wurde die Band vom Major-Label Capitol Records unter Vertrag genommen. Aus rechtlichen Gründen musste das Album Fabulous Disaster noch von ihrer bisherigen Plattenfirma Combat Records veröffentlicht werden. Aufgenommen wurde das Album im Tonstudio Alpha & Omega Recordings in San Francisco. Produziert wurde Fabulous Disaster von Marc Senesac, Gary Holt und Rick Hunolt.
Für das Album nahm die Band zwei Coverversionen auf: Zum einen das Lied Low Rider von der US-amerikanischen Funk-Band War aus dem Jahre 1975 und das Lied Overdose der australischen Hard-Rock-Band AC/DC aus dem Jahre 1977. Als Gastmusiker sind Dov Christopher, der das Intro zum Lied The Last Act of Defiance und die Mundharmonika bei dem Lied Cajun Hell spielt, sowie Brian Mantilla als Perkussionist bei dem Lied Low Rider zu hören. Ein Musikvideo wurde für das Lied The Toxic Waltz gedreht.

## Rezeption
Eduardo Rivadavia von Allmusic bezeichnete Fabulous Disaster als das „vielfältigste und durchdachteste Werk der Band“. Holger Stratmann vom deutschen Magazin Rock Hard sprach von einem „keineswegs enttäuschenden Album“, kritisierte aber, dass es zwischen den ersten beiden und dem letzten Lied „zu viel Leerlauf“ geben würde. Stratmann bewertete das Album mit 8,5 von zehn Punkten. Alex Straka vom Onlinemagazin Powermetal.de bezeichnete Fabulous Disaster als den für lange Zeit letzten kreativen Höhepunkt der Bandgeschichte. Rezensent Matt vom Onlinemagazin The Metal Observer sprach in seiner Rezension von einem „guten, soliden Album“, das „gut zu den frühen Werken der Band passt“, aber „die Klasse der beiden Vorgänger nicht erreicht“. Das Lied Low Rider hätte die Band seiner Meinung nach „eher als B-Seite verwenden sollen“.
Fabulous Disaster erreichte Platz 82 in den US-amerikanischen und Platz 67 in den britischen Albumcharts. Das deutsche Magazin Rock Hard setzte es im Jahre 2009 auf eine Liste der 250 Thrash-Metal-Alben, die man kennen sollte.

## Titelliste
1. The Last Act of Defiance (4:44) (Steve Souza, Gary Holt, Rick Hunolt, Rob McKillop, Tom Hunting)
2. Fabulous Disaster (4:54) (Souza, Holt, Hunolt, McKillop, Hunting)
3. The Toxic Waltz (4:51) (Souza, Holt, Hunolt, McKillop, Hunting)
4. Low Rider (2:48) (Howard Scott, B.B. Dickerson, Harold Brown, Lonnie Jordan, Charles Miller, Lee Oskar, Papa Dee Allen, Jerry Goldstein)
5. Cajun Hell (6:05) (Souza, Holt, Hunolt, McKillop, Hunting)
6. Like Father, Like Son (8:11) (Souza, Holt, Hunolt, McKillop, Hunting)
7. Corruption (5:46) (Souza, Holt, Hunolt, McKillop, Hunting)
8. Verbal Razors (4:07) (Souza, Holt, Hunolt, McKillop, Hunting)
9. Open Season (3:54) (Souza, Holt, Hunolt, McKillop, Hunting)

### Bonustrack der CD-Veröffentlichung von 1989 und weiteren Wiederveröffentlichungen
1. Overdose (5:31) (Angus Young, Malcolm Young, Bon Scott)

### Bonustracks der CD-Wiederveröffentlichung von 2008 und weiteren CD-Wiederveröffentlichungen
1. Fabulous Disaster (Live) (5:16) (Souza, Holt, Hunolt, McKillop, Hunting)
2. The Toxic Waltz (Live) (5:12) (Souza, Holt, Hunolt, McKillop, Hunting)
3. Cajun Hell (Live) (5:45) (Souza, Holt, Hunolt, McKillop, Hunting)
4. Corruption (Live) (5:33) (Souza, Holt, Hunolt, McKillop, Hunting)

### Coverversionen
- Low Rider ist eine War-Coverversion. Das Lied wurde ursprünglich 1975 auf dem Album Why Can‘t We Be Friends veröffentlicht.
- Overdose ist eine AC/DC-Coverversion. Das Lied wurde ursprünglich 1977 auf dem Album Let There Be Rock veröffentlicht.

### Wissenswertes
- Die vier Bonustracks wurden am 14. Juli 1989 im Fillmore in San Francisco aufgenommen. Hierbei handelt es sich um die Hälfte des aus insgesamt acht Songs bestehenden und 1991 veröffentlichten Livealbums Good Friendly Violent Fun. Die andere Hälfte der Songs wurde der Wiederveröffentlichung von Pleasures of the Flesh hinzugefügt.